# Stanley Burbury
Sir Stanley Burbury (* 3. Dezember 1909 in Perth, Australien; † 24. April 1995 in Hobart, Tasmanien) war ein australischer Jurist und Gouverneur von Tasmanien.

## Leben
Burbury studierte Jura an der University of Tasmania und war danach als Anwalt in Hobart tätig. 1952 wurde er zum Generalstaatsanwalt (Solicitor-General) ernannt. Von 1956 bis 1973 war er Vorsitzender des obersten Gerichtshofs von Tasmanien (Supreme Court of Tasmania).
1973 wurde er von Premierminister Eric Reece als Gouverneur von Tasmanien vorgeschlagen. Burbury führte das Amt bis 1982. Er war der erste Gouverneur von Tasmanien, der in Australien geboren war.
Burbury starb am 24. April 1995 in Hobart. Nach ihm wurde der Stausee Lake Burbury benannt.

## Auszeichnungen
- Commander of the Order of the British Empire (1958)
- Knight Commander of the Royal Victorian Order (1977)
- Knight Commander of the Order of St Michael and St George (1981)